# HD 208487 b
HD 208487 b ist ein Exoplanet, der den gelben Zwerg HD 208487 umkreist. Auf Grund seiner Masse wird angenommen, dass es sich um einen Gasplaneten handelt.

## Entdeckung
Der Exoplanet wurde im Jahr 2004 von Geoffrey Marcy, Paul Butler et al. mit Hilfe der Radialgeschwindigkeitsmethode entdeckt.

## Umlauf und Masse
Der Planet umkreist den Zentralstern alle 130 Tage in einer Entfernung von ca. 0,5 Astronomischen Einheiten bei einer Exzentrizität von 0,24 und hat eine Mindestmasse von ca. 0,52 Jupitermassen.